# Chrastiny
Chrastiny jsou vesnice, část obce Dolní Novosedly v okrese Písek v Jihočeském kraji. Leží asi jeden kilometr východně od Dolních Novosedel. Nachází se v členitém terénu, na jižním předhůří Píseckých hor. V dolní části vesnice se rozprostírá rybník. V roce 2011 zde trvale žilo 112 obyvatel.

## Historie
První písemná zmínka o vesnici pochází z roku 1854.

## Obyvatelstvo
| Rok            | 1869 | 1880 | 1890 | 1900 | 1910 | 1921 | 1930 | 1950 | 1961 | 1970 | 1980 | 1991 | 2001 | 2011 | 2021 |
| -------------- | ---- | ---- | ---- | ---- | ---- | ---- | ---- | ---- | ---- | ---- | ---- | ---- | ---- | ---- | ---- |
| Počet obyvatel | 271  | 309  | 302  | 289  | 293  | 306  | 281  | 185  | 193  | 168  | 129  | 101  | 99   | 112  | 115  |
| Počet domů     | 41   | 52   | 57   | 56   | 56   | 56   | 56   | 55   | 55   | 51   | 50   | 43   | 60   | 65   | 65   |

## Obecní správa
Při sčítání lidu v letech 1850–1949 Chrastiny byly osadou obce Třešně v okrese Písek. V letech 1950–1963 byly samostatnou obcí v okrese Písek. V letech 1964–1990 byly částí obce Záhoří v okrese Písek. Od 24. listopadu 1990 do 23. června 1994 byly částí obce Novosedly v okrese Písek. Od 24. června 1994 jsou částí obce Dolní Novosedly v okrese Písek. V letech 1950–1959 k obci patřily Svatonice.

## Pamětihodnosti
- Ve středu vesnice při průjezdové komunikaci směrem do obce Kluky se nachází kaple.[8] Nad vchodem do kaple je tento nápis: ANDĚLE BOŽÍ STRÁŽCE MŮJ RAČ VŽDYCKY BÝT OCHRÁNCE MŮJ.
- Vedle kaple se nachází pomník obětem první světové války.
- Vedle návesní kaple se nalézá kamenný kříž s plechovým malovaným tělem Krista. Ve spodní části těla kříže je plechové vyobrazení Panny Marie
- V severní části vesnice stojí chráněná lípa.

## Galerie

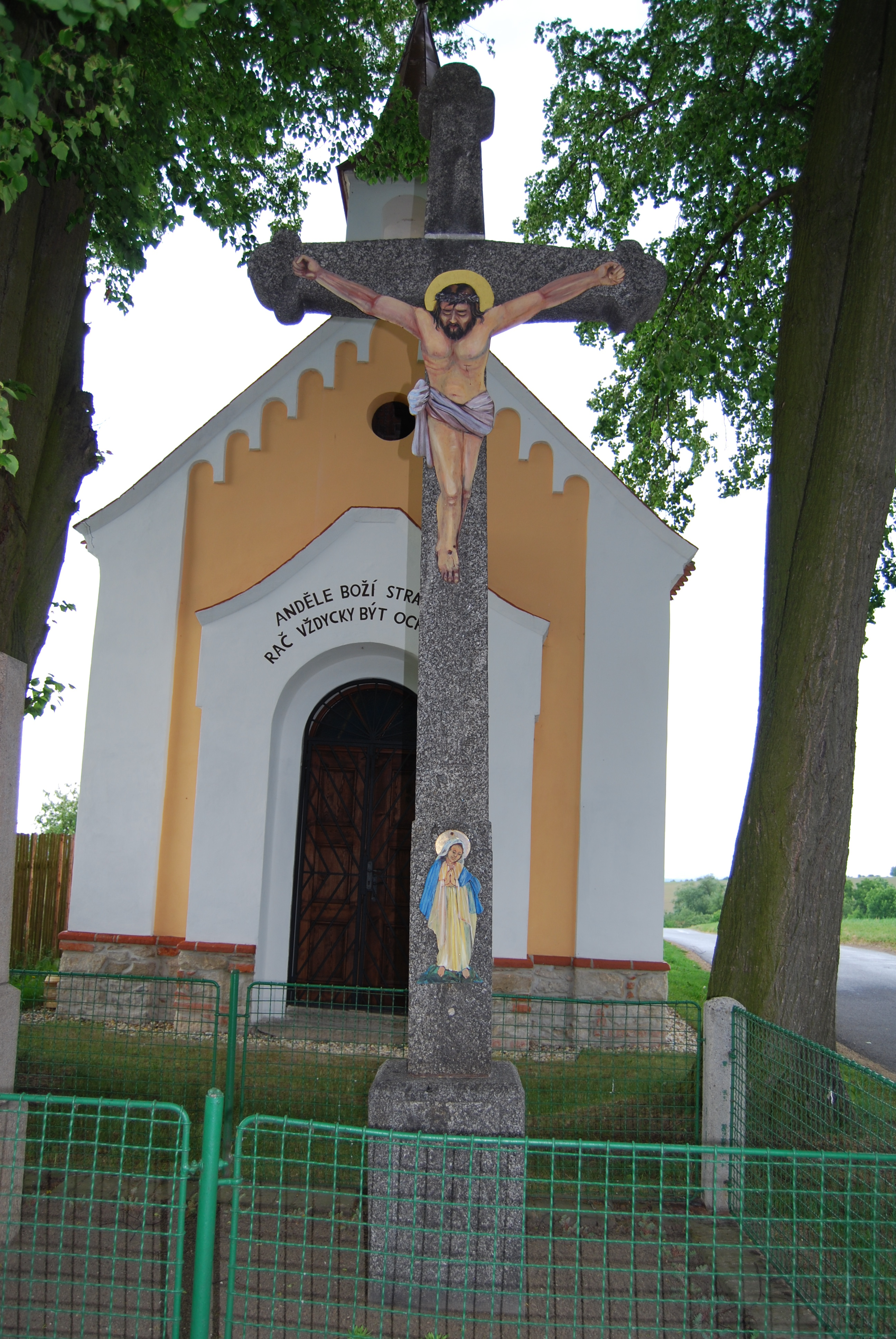
Návesní kaple a kříž